# Varamar
Varamar 是一家航运公司，由亚历山大·瓦尔瓦连科（Alexander Varvarenko）于2009年创立，专注于件杂货、超大件和干散货的运输服务。

## 历史
VARAMAR 成立于2009年，是一家知名的运输承运人，专注于件杂货、重型及超大件货物和干散货的运输。
十多年来，公司为拆解的工厂设备、风力涡轮机、桥梁、车辆乃至体育场等提供了定制化运输解决方案。
公司依托内部核心竞争力，开发了多项专有方法，并构建了强大的全球运输网络。
公司开发了定制化运输服务，专门处理复杂货物，如拆解工厂、风力涡轮机和桥梁结构。
同年，创始人亚历山大·瓦尔瓦连科还推出了一款数字航运平台，以提高航运行业的运作效率。
目前，Varamar 在全球范围内运营，提供班轮与准班轮服务，办事处遍及13个国家。

## 船队与运营
Varamar 主要运营载重吨位（DWT）在3,000至30,000之间的各类船只，使其能处理多种尺寸和类型的货物。公司最初专注于连接欧洲与中东、亚洲及远东的贸易航线，但后续扩展至非洲与美洲地区。
Varamar 通过遍布全球的办事处和代理代表网络建立了强大的国际存在。关键办事处包括比利时、德国、意大利、希腊、乌克兰。、土耳其、阿联酋、中国、加拿大、美国和西班牙。
此外，Varamar 在非洲、美洲、亚太、欧洲及中东地区也设有广泛的代理网络。
Varamar 提供多种专业运输服务，包括：
- 件杂货运输（Breakbulk）：处理大型、重型及非常规货物，如拆解工厂和绿色能源设备。
- 干散货运输（Dry-bulk）：安全准时地运输谷物、矿产等大宗原料。
- 超大件运输（Oversized）：具备运输大型工业机械与结构的专业能力。
- 滚装运输（RO-RO）：便捷运输轮式设备与重型机械。
- 集装箱运输（Containers）：提供高效的小批量或大批量集装箱运输服务。

Varamar 在件杂货运输领域享有盛誉，常运输的货物包括风力涡轮部件、电缆、钻机、起重机、工业设备、游艇、变压器、发动机、涡轮机、车辆及各类钢铁制品等。
公司同时与多家航运公司建立了战略合作关系，包括 Vartom、COSCO（中远海运）及 ECL。